# Конститусьон (Чили)
Конститусьон (исп. Constitución) — город в Чили. Административный центр одноимённой коммуны. Население — 33914 человек (2002). Город и коммуна входит в состав провинции Талька и области Мауле.
Территория — 1 344 км². Численность населения — 46 068 жителя (2017). Плотность населения — 34,3 чел./км².

## Расположение
Город расположен в 69 км на запад от административного центра региона города Талька, при впадении в Тихий океан реки Мауле.
Коммуна граничит:
- на северо-востоке — c коммуной Курепто
- на востоке — с коммуной Пенкауэ
- на юго-востоке — c коммуной Сан-Хавьер-де-Лонкомилья
- на юге — c коммунами Чанко, Эмпедрадо

На западе коммуны расположен Тихий океан.

## Демография
Согласно сведениям, собранным в ходе переписи 2017 г  Национальным институтом статистики (INE),  население коммуны составляет:
| Полное население                          | Полное население                          | Полное население                          | Полное население                          | Полное население                          | 46 068 |
| ----------------------------------------- | ----------------------------------------- | ----------------------------------------- | ----------------------------------------- | ----------------------------------------- | ------ |
| в том числе:                              | Городское население                       | 37 273                                    | Процент городского населения, %           | 80,91                                     |        |
|                                           | Сельское население                        | 8 795                                     | Процент сельского населения, %            | 19,09                                     |        |
|                                           | Мужское население                         | 23 005                                    | Процент мужского населения, %             | 49,94                                     |        |
|                                           | Женское население                         | 23 063                                    | Процент женского населения, %             | 50,06                                     |        |
| Плотность населения, чел/км²              | Плотность населения, чел/км²              | Плотность населения, чел/км²              | Плотность населения, чел/км²              | Плотность населения, чел/км²              | 34,3   |
| Население коммуны в % к населению области | Население коммуны в % к населению области | Население коммуны в % к населению области | Население коммуны в % к населению области | Население коммуны в % к населению области | 4,41   |

### Важнейшие населенные пункты коммуны
- Конститусьон (город) — 33914 жителей
- Санта-Ольга (поселок) — 2612 жителей
- Путу (поселок) — 1617 жителей